# Cecilia Wikström
Cecilia Karin Maria Wikström (i riksdagen kallad Cecilia Wikström i Uppsala), ogift Sundström, ursprungligen Nodbjörk, född 17 oktober 1965 i Svansteins församling i Norrbottens län, är en svensk politiker (liberal), författare och präst i Svenska kyrkan. Hon var ordinarie riksdagsledamot 2002–2009, invald för Uppsala läns valkrets, och ledamot av Europaparlamentet 2009–2019.

## Biografi
Cecilia Wikström studerade teologi vid Uppsala universitet, där hon blev teologie kandidat 1993. Hon prästvigdes 1994 och verkade fram till 2002 som präst i Svenska kyrkan.

### Riksdagsledamot
Wikström var ordinarie riksdagsledamot, invald för Uppsala läns valkrets, mellan riksdagsvalet 2002 och 2009 då hon blev Europaparlamentariker. I valet 2006 stod hon på andra plats på Folkpartiets kandidatlista för sin valkrets, men fick fler röster än förstanamnet Erik Ullenhag i personvalet och blev därför omvald.
I riksdagen var Wikström vice ordförande i kulturutskott 2006–2009 och dessförinnan ledamot i samma utskott 2002–2006. Hon var även suppleant i arbetsmarknadsutskottet, utrikesutskottet och sammansatta utrikes- och socialutskottet.
Hon var Folkpartiets talesman i kulturfrågor,[källa behövs] och verkade som sådan för införandet av en litterär kanon i skolans läroplan.
Hon har också engagerat sig i yttrandefrihetsfrågor, både i Sverige och annorstädes och har verkat för att förföljda författare får fristadsstipendium till Sverige, där Taslima Nasrin på våren 2008 kom till Uppsala som den första i staden. Wikström var också den ledamot som initierade den svenska riksdagens protest mot att den italienske författaren Roberto Saviano mordhotats av brottssyndikat och inte längre kan leva i sitt land.

### Europaparlamentsledamot
Wikström kandiderade i valet till Europaparlamentet den 7 juni 2009. Hon stod som nummer tre på Folkpartiet liberalernas kandidatlista och blev invald. Hon lämnade därför sitt riksdagsmandat den 14 juli 2009. Wikström är medlem i gruppen Alliansen liberaler och demokrater för Europa (ALDE).
I Europaparlamentet var Wikström 2009–2014 ledamot i utskottet för mänskliga fri- och rättigheter (LIBE) samt i det rättsliga utskottet (JURI) där hon var liberalernas gruppledare. 2012 valdes Cecilia Wikström in i Europaparlamentets rådgivande etikkommitté, en grupp om fem ledande parlamentariker som fungerar som rådgivare för övriga kollegor i etiska frågor. Wikström är även vice ordförande i parlamentets tvärpolitiska grupp för funktionshindrade.
Våren 2013 blev Cecilia Wikström utsedd att representera den liberala gruppen i den förhandlingsdelegation som kommer att förhandla fram ett nytt avtal mellan Europaparlamentet och övriga institutioner om hur parlamentet ska få tillgång till hemligstämplade dokument kopplade till den gemensamma utrikes- och säkerhetspolitiken. Hon var även medlem i Delegationen till de parlamentariska samarbetskommittéerna EU–Kazakstan, EU–Kirgizistan och EU–Uzbekistan samt för förbindelserna med Tadzjikistan, Turkmenistan och Mongoliet. Hon omvaldes i Europaparlamentsvalet 2014 och var där ordförande i utskottet för framställningar (PETI).
Under hennes sista mandatperiod var Wikström ledamot i utskottet för mänskliga fri- och rättigheter (LIBE), ordförande för Utskottet för framställningar (PETI) och efter januari 2017 ordförande för Utskottsordförandekonferensen. Det gjorde henne då till Sveriges mest seniora Europaparlamentariker någonsin. Wikström har av Marcus Oscarsson utsetts till Europaparlamentets mäktigaste kvinna.
Wikström utsågs i februari 2019 till partiets första namn inför Europaparlamentsvalet samma år. En debatt följde i media huruvida det var förenligt med hennes styrelseuppdrag i Beijer Alma och Elekta. 9 mars beslutade partistyrelsen att stryka henne från valsedeln.
Sedan 2020 är Cecilia Wikström styrelseordförande i European Institute of Public Administration.

### Författarskap
År 2004 gav hon ut boken När livet går sönder, en bok om krishantering. Boken blev vald till årets bästa bok inom kategorin ledarskap av tidskriften Personal & Ledarskap. I november 2005 drabbades Wikström av ett slaganfall som medförde att hon blev blind på ena ögat. Hennes andra bok, I tillitens tecken, kom ut 2006 och handlar bland annat om sjukdomstiden. Ett kapitel ur boken sattes upp som pjäs på Uppsala Stadsteater under våren 2006. År 2008 medverkade hon med ett kapitel i Nationalmuseums katalog Tidens form, och även med en text i boken Varför Public service? (Timbro 2008).

### Familj
Hon var 1989–1995 gift med prästen Björn Bolin, då hon bar efternamnet Bolin, och 1995–2010 med politikern och landshövdingen Jan-Erik Wikström.